# Lotlhakane
Lotlhakane – wieś w Botswanie w dystrykcie Southern. Według spisu ludności z 2011 roku wieś liczyła 4828 mieszkańców.